# Саломон, Бен
Бенджамин Льюис (Бен) Саломон (англ. Benjamin Lewis 'Ben' Salomon; 1 сентября 1914, Милуоки — 7 июля 1944, Сайпан) — американский военный врач, погибший, защищая полевой госпиталь в ходе битвы за Сайпан. Посмертно награждён медалью Почёта.

## Биография
Бенджамин Саломон, единственный ребёнок в еврейской семье, родился в Милуоки (Висконсин). Высшее образование получал сначала в университете Маркетта в Милуоки, а затем, перебравшись в Лос-Анджелес, в университете Южной Калифорнии, который окончил с дипломом зубного врача в 1937 году.
Когда осенью 1940 года был принят закон о воинской повинности и военной подготовке, Бен Саломон был в числе первых американцев, мобилизованных в соответствии с ним. Он начал службу рядовым пехоты. Присоединившись к 102-му пехотному полку, он зарекомендовал себя как высококлассный стрелок из винтовки и пистолета и в течение года был повышен в звании до сержанта, получив под начало пулемётную секцию (минимальную военную единицу, соответствующую отделению). В 1942 году, однако, было принято решение о переводе его в зубоврачебную службу армии. Саломон подавал заявление о желании остаться в пехоте, а его прямой командир обращался к начальству с рапортом о присвоении ему звания второго лейтенанта пехоты, но эти заявления были отклонены, и Саломон был отправлен на Гавайи, где получил звание первого лейтенанта медицинской службы. Проработав несколько месяцев в местном госпитале, Саломон был назначен полковым зубным врачом в 105-й пехотный полк 27-й дивизии, где к лету 1944 года получил звание капитана.
В июне 1944 года 105-й пехотный полк совершил высадку на остров Сайпан. 22 июня полковой полевой хирург был ранен осколком, и Саломон, для которого как для дантиста работы в условиях боевых действий не было, вызвался его заменить. 4 июля он участвовал в высадке 2-го батальона 105-го полка на побережье рядом с деревней Танапаг. Пройдя около 800 метров от берега, батальон увяз в японской обороне и в ожидании контратаки начал окапываться. В 5 часов утра 7 июля остававшиеся на острове японские силы (от 5 до 6 тысяч солдат) были брошены в последнюю контратаку на позиции 2-го батальона. Всего через десять минут после начала атаки в полевом лазарете Саломона, расположенном в 50 метрах от передней линии окопов, уже собралось больше 30 раненых, и пока он занимался самыми тяжёлыми из них, японские солдаты добрались до лазарета.
Увидев, как японский солдат заколол штыком раненого, лежавшего рядом с операционной палаткой, Саломон открыл по нему огонь и убил. Едва он вернулся к работе, в палатку ворвались ещё двое японцев, которых Саломону тоже удалось убить, но тем временем четверо новых уже ползли в палатку с разных сторон. Обезоружив одного из них, Саломон застрелил второго и заколол штыком третьего; четвёртого, с которым врач вступил в рукопашный бой, застрелил один из раненых. После этого, видя, что ситуация стала угрожающей, Саломон приказал остальным раненым уходить по мере возможности из лазарета в тыл американских позиций. Сам он остался прикрывать их отступление, сначала с винтовкой, а затем завладев пулемётом, расчёт которого был убит. После боя, когда было найдено тело капитана Саломона, перед ним насчитали 98 трупов японских солдат. На теле Саломона, лежавшем рядом с пулемётом, было более 70 ранений, не меньше 24 из которых были получены при жизни.

## Медаль Почёта
Вскоре после окончания битвы за Сайпан историограф 27-й дивизии капитан Эдмунд Лав подал несколько рапортов о награждении военнослужащих дивизии за проявленный в боях героизм. Двое из однополчан Лава и Саломона были награждены Медалью Почёта — высшей боевой наградой США, — но представление о награждении Саломона не было утверждено командиром дивизии генерал-майором Джорджем Грайнером. В своей резолюции Грайнер ссылался на Женевскую конвенцию, согласно которой медицинский персонал, носящий эмблему Международного Красного Креста, не имеет права на применение оружия.
По окончании войны, в 1946 году, Лав опубликовал в Infantry Journal статью о битве за Сайпан, где особое внимание уделил героизму Бена Саломона. После этого отец Саломона обратился с письмом в военное министерство, и министр Роберт Паттерсон предложил Лаву повторно подать рапорт о представлении Бена к награде. Процесс занял долгое время, так как один из трёх свидетелей подвига с тех пор погиб, а ещё одного не удалось найти, собранные же при подготовке первого рапорта документы затерялись в архивах дивизии и Пентагона. Рапорт был подан только летом 1951 года и снова отклонён — теперь на том основании, что срок для представлений к наградам за действия Второй мировой войны уже истёк.
В 1968 году была предпринята новая попытка добиться награждения Саломона Медалью Почёта. Её инициатором стал декан зубоврачебного отделения университета Южной Калифорнии Джон Ингл, обратившийся за помощью к командующему зубоврачебной службой армии США генерал-майору Роберту Шайре. Документы снова пришлось собирать с нуля, при этом последний из первых трёх свидетелей покончил с собой ещё в 1953 году. Только в результате обширной переписки с ветеранами 105-го полка при участии Лава удалось найти новых свидетелей, передавших рассказы очевидцев боя рядом с лазаретом. Третье представление о награждении было подписано командующим медицинской службой ВС США в октябре 1969 года. К этому времени положения Женевской конвенции были пересмотрены юристами, пришедшими к выводу, что военно-медицинскому персоналу разрешено применять личное оружие для самозащиты или защиты больных и раненых, что снимало возражения, выдвинутые при рассмотрении первого рапорта. Однако в 1972 году в награждении вновь было отказано, поскольку изложенные в представлении факты были расценены министерством обороны как основанные на косвенных доказательствах.
Четвёртое представление о награждении Саломона было подготовлено в конце 1990-х годов усилиями Роберта Уэста, Уильяма Риджуэя и Уильяма Дальберга — выпускников зубоврачебного отделения университета Южной Калифорнии — при поддержке конгрессмена Брэда Шермана и Отдела наград армии США. Специальным решением было отменено действие ограничения по сроку представления к награде, и приказ о награждении капитана Саломона Медалью Почёта наконец был подписан в 2002 году президентом Джорджем У. Бушем. Поскольку никого из родных Бена Саломона уже не было в живых, его медаль была вручена Роберту Уэсту. С этого времени награда хранится в зубоврачебном отделении университета Южной Калифорнии.